# Церкаріозний дерматит
Церкаріозний дерматит (англ. cercarial dermatitis, також шистосомозний дерматит англ. schistosome dermatitis, «свербіж плавців» лат. swimmer's itch) — гостре паразитарне захворювання людей, що контактували зі стоячою або слабо-проточною водою (найчастіше при купанні), що виникає при ураженні їх шкіри церкаріями — плаваючими личинками паразитичних хробаків класу трематод, що паразитують на водоплавних птахах. В основному шистосоматозні дерматити спричинюють церкарії Trichobilharzia regenti Trichobilharzia szidati, Tr. stagnicolae і Tr. franki. Діти заражаються частіше, ніж дорослі, через те що діти частіше плавають при березі, де більше концентруються церкарії. В основі ураження короткочасна алергічна імунна реакція, що виникає на шкірі людей, інфікованих церкаріями.

## Актуальність
Точна частота поширення хвороби невідома. Є дані, що до 7 % мандрівників, які відвідують медичні заклади з приводу захворювань, пов'язаних із подорожами, мають церкаріозний дерматит. У Сполучених Штатах Америки більшість випадків трапляється у східних та південних прибережних районах від Нью-Джерсі до Техасу. Найбільша захворюваність у Флориді. У світі максимум поширення припадає на тропічні зони, хоча випадки виявлення у Франції та Португалії, ілюструють ширше поширення збудників. Поширена хвороба у Карибському регіоні, Центральній і Південній Америці, Африці, Південно-Східній Азії та Австралії.

## Етіологія
Остаточним хазяїном пташиних шистосом, що спричинюють «свербіж плавців», виступають водоплавні птахи. Яйця шистосом потрапляють у воду з фекалій птахів, з них вилуплюються мірацидії, що проникають у тіло черевоногих молюсків. Після виходу з тіла черевоногого молюска, який виступає в ролі проміжного хазяїна, церкарії деяких видів трематод заражають наступного хазяїна, проникаючи крізь шкірні покриви.

## Патогенез
Природний життєвий цикл церкарій починається з яєць, які з послідом птахів-хазяїв потрапляють у воду, де вилуплюються церкарії. Використовуючи свої протеази, вони проникають через фолікули, тріщини або неушкоджену шкіру. Проникнувши в роговий шар, церкарії скидають природну кутикулу. Зазвичай вони починають міграцію протягом кількох днів і транспортуються через лімфатичну та венозну системи в пташині органи.
При спробі заразити неспецифічного хазяїна з грубшою шкірою, як то людину, пташині церкарії проникають у шкіру, спричинюючи набряки з лізисом клітин епідермісу, в результаті імунологічних реакцій личинки гинуть. Виникає подразнення шкіри, алергія і сильний свербіж. Він виникає внаслідок імунної відповіді як на личинки, так і на їхні продукти.

## Клінічні прояви
Через 10-15 хвилин після проникнення в шкіру личинок з'являється свербіж, а через годину після купання на шкірі виникає плямистий висип, що зникає за 6-10 годин. При повторному зараженні на шкірі утворюються еритеми та червоні папули, що супроводжується сильним свербінням шкіри.

## Діагностика
Ґрунтується на вивченні анамнезу і даних фізикального обстеження. У деяких випадках допомагають результати клінічного аналізу крові, де виявляється еозинофілія. У типових випадках у крові збільшений рівень імуноглобуліну Е (IgE).

## Лікування
Лікування здійснюється протигельмінтними засобами, при цьому свербіж проходить протягом 24-72 годин, а шляхи їх проходження – протягом 7-10 днів. Звичайним вибором є пероральний альбендазол, івермектин, тіабендазол. Зазвичай рекомендується альбендазол по 0,4 г / добу протягом 3 днів. Івермектин можна ввести у 1-й день у дозі 12 мг і повторити наступного дня.
Свербіж знімається розчином саліцилового спирту. У деяких випадках можуть бути призначені антигістамінні препарати. У тяжких випадках показано застосування глюкокортикостероїдів. Зрідка застосовується кріохірургія, яка є болючою і часто вимагає кількох процедур. Допомагає також змащування уражених ділянок підкисленими продуктами: яблучний сік, лимон, відвар череди. Іноді застосовується оксид цинку. Існують також спеціальні мазі проти свербіння, наприклад, із ментолом. Поки свербіж і набряк не пройдуть, потрібно продовжувати робити примочки, компреси і ванни, але без мила. Свербіж плавців в основі має алергічні чинники, тому слід виключити з раціону можливі алергени: фрукти і ягоди червоного, жовтого і помаранчевого кольору, екзотичні продукти, гострі страви, прянощі. Слід харчуватися простою їжею, пити кефір, ацидофілін, кисле молоко, лужні мінеральні води, а також відмовитися на цей час від газованих напоїв, консервованих соків.

## Профілактика
Уникати купання в мілководних ділянках водойм зі стоячою водою і густою водною рослинністю, де мешкають качки. Не ходити босими ногами по підводній рослинності — це зони концентрації церкарій. При попаданні в подібне місце слід виплисти з нього якомога швидше, вийти з води і ретельно витерти шкіру шорстким рушником. Найбільша ймовірність зараження буває у водоймах із значним антропогенним навантаженням (в межах міста, забруднених органічними відходами), великою кількістю водоплавних птахів і водних молюсків, при температурі води вище 20°С.
Щоб вберегтися від церкарій, перед входом у воду всі відкриті частини тіла потрібно рясно змастити кремом або маззю (від комарів, мошок і тому подібних комах), що містить найбільшу концентрацію (до 40 %) диметилфталату або дибутилфталату. При багаторазовому купанні слід періодично оновлювати захисний шар крему. Добре захищає людину при перебуванні у воді будь-яка щільна тканина, але при цьому верхній одяг має бути заправлений у штани, а штанини — в чоботи. При цьому чим грубіший матеріал і чим щільніше він прилягає до тіла, тим менше шансів нападу церкарій. Найбільший захист дає гідрокостюм.
Після виходу з води всі відкриті ділянки тіла людини, не вкриті маззю, рекомендується ретельно витерти рушником.